# 인천작전초등학교
인천작전초등학교는 대한민국 인천광역시 계양구 작전동에 있는 공립 초등학교이다.

## 학교 연혁
| 1983년 | 3월 17일  | 설립                             |
| 1984년 | 4월 1일   | 인천작전국민학교 개교            |
| 1996년 | 3월 1일   | 현재 교명으로 개칭               |
| 2005년 | 3월 14일  | 본관 리모델링 공사 준공식        |
| 2007년 | 9월 13일  | 까치네도래샘 도서관 개관         |
| 2008년 | 6월 12일  | 학교 생태숲 "까치네 도담길" 준공 |
| 2016년 | 12월 20일 | 작전 평화학교 선포식             |
| 2017년 | 2월 9일   | 진로활동실, 학습준비물센터 구축  |

## 참고 자료
- 인천작전초등학교 - 한국교육학술정보원 학교알리미